# Valley Girl
Valley Girl es una comedia romántica de 1983 dirigida por Martha Coolidge, protagonizada por Nicolas Cage, Deborah Foreman, Elizabeth Daily, Cameron Dye y Joyce Heiser. La película fue el primer protagónico de Cage. Se estrenó el 29 de abril de 1983 en Estados Unidos,y su trama está ligeramente basada en Romeo y Julieta de Shakespeare.

## Sinopsis
Julie, una chica, conoce a Randy, un punk de la ciudad. Son de mundos diferentes y encuentran el amor. De alguna manera necesitan estar juntos a pesar de sus amigos superficiales.

## Elenco
- Nicolas Cage como Randy.
- Deborah Foreman como Julie Richman.
- Elizabeth Daily como Loryn.
- Michael Bowen como Tommy.
- Cameron Dye como Fred Bailey.
- Heidi Holicker como Stacey.
- Michelle Meyrink como Suzi Brent.
- Tina Theberge como Samantha.
- Lee Purcell como Beth Brent.
- Richard Sanders.
- Colleen Camp como Sarah Richman.
- Frederic Forrest como Steve Richman.
- David Ensor como Skip.
- Tony Plana como Low Rider.
- Joyce Heiser como Joyce.
- Wayne Crawford como Lyle.
- The Plimsouls como Ellos mismos.
- Peter Case como Él mismo.
- Joanne Baron como Miss Lieberman.
- Steven Bauer (no acreditado) como chico en remera rosada.
- William Zabka (no acreditado) como chico ayudando las decoraciones.

## Controversia y demanda
En 1982, el cantante estadounidense Frank Zappa lanzó el sencillo "Valley Girl", compuesta por él y su hija Moon. La canción fue un éxito comercial, logrando una nominación a los Grammys y llegó al número 32 en la lista Billboard. Durante la cumbre de popularidad de la canción, Zappa trató de realizar un guion para hacer una película con ese título, no prosperó pero sí se realizó la película dirigida por Martha Coolidge, que usó el título de la canción pero no la incluyó en su banda sonora. Zappa intentó demandar a la producción, sin éxito.

## Banda sonora
La banda sonora incluye música de artistas new wave, incluyendo a The Psychedelic Furs, The Plimsouls y Josie Cotton, quienes también realizan un cameo en la película, Bonnie Hayes, Modern English, The Clash, Culture Club, Payolas y Men at Work. Los derechos de reproducción de las canciones aumentaron el presupuesto de la película por $250,000 dólares.

## Remake
En 2020, se estrenó en plataformas digitales una nueva versión musical de la película, dirigida por Rachel Lee Goldenberg, escrita por Amy Talkington, y protagonizada por Josh Whitehouse, Chloe Bennet, Mae Whitman y Peyton List.